# パウリナ・ダマスケ
パウリナ・ダマスケ（Paulina Damaske, 2001年6月1日 - ）は、ポーランドの女子バレーボール選手。ポーランド代表。

## 来歴

### クラブチーム
マルボルク出身。ジュニアのクラブを経て2020年、PGE・グロット・ブドフラニ・ウッチへ入団。2022年7月、BKSスタル・ビェルスコ＝ビャワへ移籍し、チームのエースとして活躍をみせ2023/24シーズンのタウロンリーガではチームを3位へ導いた。2024年6月、PGE・グロット・ブドフラニ・ウッチへ復帰することが発表され、2024/25シーズンのタウロンリーガでは3位、欧州チャンピオンズリーグではベストスコアラー部門でトップの活躍をみせた。

### 代表チーム
アンダーカテゴリーの代表として2017年、U-18世界選手権に出場した。2018年のU-19欧州選手権では銅メダルを獲得した。2019年、メキシコで開催されたU-20世界選手権に出場し5位となった。2024年、シニア代表に初選出され、同年5月のネーションズリーグでデビューを果たした。

## 球歴
- ネーションズリーグ - 2024年、2025年

## 所属クラブ
- SMS PZPS Szczyrk（2019-2020年）
- PGE・グロット・ブドフラニ・ウッチ（2020-2022年）
- BKSスタル・ビェルスコ＝ビャワ（2022-2024年）
- PGE・グロット・ブドフラニ・ウッチ（2024年-）